# Алжирское восстание
Алжирское восстание 8 — 17 мая 1945 года — стихийное вооружённое выступление алжирского народа за предоставление независимости Алжиру от Франции.

## Предыстория восстания
После окончания Второй мировой войны на африканском континенте начался подъём национально-освободительного движения. Одной из главных причин его возникновения является рост национального самосознания населения колоний, активно поддержавшего борьбу против нацизма и теперь требующего от победителей признания своих политических и экономических прав. Активное участие народов колоний в войне против фашистского блока значительно повлияло на их дальнейшую политическую жизнь. Колониальные войска стали костяком армии «Сражающейся Франции», кроме того, обычные французские части тоже в массовом порядке комплектовались жителями колоний в связи с оккупацией территории метрополии. Например, в ходе Тунисской кампании из около 80 000 солдат «Сражающейся Франции» две трети были африканцами; в Итальянской кампании участвовал экспедиционный корпус, состоящий из алжирских и марокканских дивизий. В период борьбы за освобождение от гитлеровцев территории самой Франции была сформирована 1-я французская армия, в рядах которой было до 140 тысяч выходцев из африканских колоний. Впоследствии именно эти ветераны составили костяк антиколониальных армий, партизанских отрядов, легальных и нелегальных патриотических организаций.
Сражаясь против гитлеровцев и их союзников, сотни тысяч солдат-африканцев вступили в непосредственный контакт с населением метрополии и других стран Европы, в результате, чего колонизаторы постепенно утратили в глазах колонизируемых ореол превосходства. Более того, солдаты колониальных войск сознавали себя спасителями Франции. В свою очередь, своей главной задачей французские лидеры считали сохранение колониальной империи как источника возрождения величия и могущества Франции, серьёзно ослабленной в годы войны.
Среди всех французских колоний в Африке Алжир занимал особое место. Во-первых, это была одна из старейших колоний. Во-вторых, Алжир всегда отличался высоким удельным весом европейского населения. На 9 миллионов алжирцев приходилось около 1 миллиона европейцев. В третьих, Алжир находился в центре североафриканских французских владений и занимал выгодное стратегическое положение, через него проходили кратчайшие коммуникации, связывающие Францию с колониями в Западной и Экваториальной Африке.

## Политическая ситуация в Алжире к 1945 году
Ещё в ходе войны, после завершения кампании в Северной Африке, в Алжире раздались требования о предоставлении стране политической независимости. Инициатором этих требований выступала Партия алжирского народа (ППА), основанная в 1937 году алжирским политическим деятелем Ахмедом Мессали. Ещё до войны ППА завоевала большой авторитет среди мелкой городской буржуазии, рабочих и бедноты. В феврале 1943 года ППА был выработан манифест «Алжир перед лицом мирового конфликта. Манифест алжирского народа», резко осуждавший «колониальный режим, навязанный алжирскому народу и основанный на несправедливостях и преступлениях» и требовавший ликвидации колонизации, признания прав народов на самоопределение и предоставлении Алжиру собственной конституции, а также «немедленного и эффективного участия алжирских мусульман в управлении их страной». Этот документ сыграл исключительную роль в антиколониальном движении в Алжире, сплотив самые разные политические силы.
Поскольку в ходе войны Франция крайне нуждалась в ресурсах Алжира, французские колониальные власти не рискнули ответить отказом и вынуждены были создать видимость политического диалога. Весной 1943 года губернатор Алжира обратился к сторонникам Манифеста с просьбой конкретизировать свои требования. Группа политических деятелей во главе с лидером национальной буржуазии Ферхатом Аббасом разработала «Проект реформ», или «Дополнение к Манифесту». «Проект реформ» предусматривал после окончания войны создание алжирского государства с собственной конституцией, выработанной Учредительным собранием, члены которого избирались жителями Алжира. Предлагалось заменить генерал-губернатора «алжирским правительством во главе с верховным комиссаром Франции, учредить равное представительство французов и алжирцев во всех органах государственной власти и руководстве общественных организаций, ввести равноправие алжирцев с французами при прохождении военной службы и предоставить алжирским частям во французской армии флаг с национальными цветами Алжира».
В ответ в июне 1943 года новый губернатор Алжира Ж. Катру заявил, что «никогда не допустит независимости Алжира», ибо «единство Франции и Алжира — догма». С этим мнением был солидарен и руководитель Французского комитета национального освобождения (ФКНО) генерал Шарль де Голль. Тем не менее, ФКНО был вынужден провести в Алжире ряд демократических преобразований, в частности, в июне 1943 года началось формирование Консультативной ассамблеи Франции — временного парламента, в который впервые вошли и представители алжирских мусульман. Прежде всего, места в ассамблее получили лидеры правобуржуазных партий, придерживающиеся профранцузских взглядов.
Эти косметические уступки не могли удовлетворить коренных алжирцев. Либерально-патриотическое крыло национальной буржуазии во главе с Ф. Аббасом и другими настаивало на позициях Манифеста и «Проекта реформ». В марте 1944 года Аббас организовал ассоциацию «Друзья Манифеста и свободы», в которую вошли улемы во главе с шейхом Б. аль-Ибрахими, ППА и другие сторонники Манифеста. Политическая программа ассоциации выступала в защиту идей документа ППА 1943 года, выдвигала идею свободной федерации автономного Алжира с «обновленной антиколониальной и антиимпериалистической Французской республикой». Ассоциацию поддерживали широкие слои алжирцев, в ряды ассоциации вступило, по разным оценкам, от 350 тыс. до 600 тыс. человек.
Внутри ассоциации «Друзей Манифеста» ППА представляла собой наиболее реальную и организованную силу, опиравшуюся преимущественно на молодежь. ППА имела свои нелегальные группы боевиков и располагала арсеналом оружия, собранного на местах боев в Тунисе либо похищенного со складов французской армии. Во многих общественных организациях и различных учреждениях имелись члены и сторонники партии. Даже в воинских частях были созданы подпольные группы ППА. ППА вела активную работу по подготовке алжирского народа к революционным методам борьбы за независимость, но явно авантюристично рассчитывала на возможность скорого освобождения страны вооруженным путём, готовила вооруженное восстание и проводила чрезмерно жесткую антифранцузскую линию.
О подготовке восстания стало известно французским властям к марту 1945 года, которые решили использовать ситуацию для нанесения решительного удара по антиколониальному движению. В повышенную готовность были приведены войска и гражданская гвардия — военизированная милиция, состоящая из европейцев. В апреле 1945 года в стране начались массовые аресты, было арестовано около 60 человек из руководящего звена ППА. Лидер партии А. Мессали, отбывающий ссылку в деревне Рейбеле, был выслан в Эль-Голеа (Сахара), а затем в Браззавиль (Конго).

## Ход восстания
1 мая 1945 года по всей стране были организованы первомайские демонстрации ППА. В столице и ряде городов полиция открыла огонь. Только в городе Алжире было убито 11 демонстрантов, десятки человек получили ранения. Ответом стало стихийное начало народного восстания 8 мая 1945 года в Восточном Алжире, переросшее из демонстраций по случаю капитуляции Германии. Поскольку на многих демонстрациях манифестанты несли плакаты с требованиями независимости Алжира, в городах Сетифе и Гельме полиция вновь открыла огонь по демонстрантам. В ответ участники шествия в Сетифе взялись за кинжалы, палки и камни, и начали убивать всех встречающихся им европейцев. В первый день было убито 27 европейцев, на второй день пострадало ещё 75 человек, многие из которых были забиты насмерть.
Восстание быстро распространилось по Баборской Кабилии, охватив около 20 городов и посёлков, не считая отдаленных горных деревень. В нём участвовало до 50 тысяч человек. Повстанцы, вооруженные охотничьими ружьями и трофейными автоматами, поджигали фермы колонистов, жестоко убивали европейцев, нападали на отряды правительственных войск.
Однако действия повстанцев были разрозненными и неорганизованными, что привело их к быстрому разгрому. Французские власти бросили на подавление восстания значительные силы (до 12 000 человек) армейских частей (в том числе сенегальских стрелков и части Иностранного легиона), поддержанных авиацией, флотом, полицией, гражданской гвардией. Против восставших были даже задействованы итальянские военнопленные. Районы восстания подверглись жесточайшему разгрому: многие деревни были сожжены дотла, десятки тысяч людей истреблены без суда и следствия. 16—17 мая 1945 года последние отряды повстанцев сложили оружие.
Трупов было так много, что их зачастую не могли захоронить, поэтому их бросали в колодцы, сбрасывали в горные пропасти в горах Кабилии.
У повстанцев были захвачены три пулемёта, 356 винтовок, 1192 пистолета и 12 173 охотничьих ружья. До конца мая в районе Сук-Ахраса — Керраты отдельные группы алжирцев продолжали нападать на европейцев и отдаленные фермы.

## Потери сторон
По приказу французских властей ассоциация «Друзей Манифеста и свободы» была распущена. В ходе развернувшихся в стране облав было арестовано 4560 человек, в том числе и Ф. Аббас. Военные суды вынесли приговоры в общей сложности 1307 алжирцам, из них 99 были приговорены к смертной казни, 64 — к пожизненной каторге, 329 — к каторжным работам, 300 — к тюремному заключению.
По официальным данным французских властей, опубликованных сразу после событий, число жертв восстания в мае 1945 года составило: 88 убитых и 150 раненых европейцев, 1200 убитых и 1500 раненых алжирцев. В настоящее время все французские историки признают, что число жертв алжирцев было сильно занижено. Официальная французская историография долгое время представляла восстание «беспорядками», акцентируя внимание на убитых европейских поселенцах и замалчивая последующую резню арабского и кабильского населения. Однако в настоящее время подавляющее большинство французских историков признало правоту алжирской версии событий.
Известный французский адвокат Жак Верже в интервью в документальном фильме «Адвокат террора» говорит, что самые минимальные оценки погибших алжирцев — 10 тыс., но, в соответствии с оценками американского посольства, было убито 17 тысяч человек, а в современных алжирских учебниках истории значится цифра в 45 тысяч человек..

## Последствия восстания
Восстание и его разгром имели далеко идущие последствия. Так, французские власти уверовали в возможность подавления антиколониального движения военной силой, что привело к длительным колониальным войнам в Индокитае, на Мадагаскаре и в самом Алжире. Кроме того, французская община Алжира получила и стимул, и предлог для усиления своей роли в управлении Алжиром, де-факто создав во многом автономную от Парижа власть белого меньшинства, опирающуюся на собственные вооруженные формирования и категорически отвергающую возможность любого диалога с арабским населением.
В свою очередь, на лидеров антиколониального движения произвели огромное впечатление размах восстания и стремительность его распространения, несмотря на его явную неподготовленность. Стало преобладающим мнение, что при долгой и тщательной подготовке вооруженная борьба приведёт к освобождению страны. Лозунги о предоставлении автономии были отброшены. Уже с 1946 года была создана «Специальная организация» (ОС) — разветвленная подпольная сеть вооруженных групп революционеров, действующих в городах. В 1949 году её возглавил Ахмед бен Белла, бывший сержант французской армии с боевым опытом Второй мировой войны. За ней стали создаваться и другие подобные организации, которые вели сбор средств, закупку оружия, вербовку и обучение будущих солдат. В пропаганде широко использовались зверства французов при подавлении восстания. С марта 1947 года в горных районах страны появились первые партизанские отряды. Алжир добился полного освобождения в ходе национально-освободительной войны 1954—1962 годов.